# العلاقات الأوزبكستانية البوتانية
العلاقات الأوزبكستانية البوتانية هي العلاقات الثنائية التي تجمع بين أوزبكستان وبوتان.

## مقارنة بين البلدين
هذه مقارنة عامة ومرجعية للدولتين:
| وجه المقارنة                                              | أوزبكستان       | بوتان          |
| --------------------------------------------------------- | --------------- | -------------- |
| المساحة (كم2)                                             | 448.98 ألف      | 38.39 ألف      |
| عدد السكان (نسمة)                                         | 32.39 مليون     | 807.61 ألف     |
| الكثافة السكانية (ن./كم²)                                 | 72.14           | 21.04          |
| العاصمة                                                   | طشقند           | تيمفو          |
| اللغة الرسمية                                             | اللغة الأوزبكية | لغة دزونكا     |
| العملة                                                    | سوم أوزبكستاني  | نغولترم بوتاني |
| الناتج المحلي الإجمالي (بليون دولار)                      | 48.72 مليار     | 2.51 مليار     |
| الناتج المحلي الإجمالي (تعادل القوة الشرائية) بليون دولار | 190.50 مليار    | 6.49 مليار     |
| الناتج المحلي الإجمالي الاسمي للفرد دولار أمريكي          | 2.13 ألف        | 2.66 ألف       |
| الناتج المحلي الإجمالي للفرد دولار أمريكي                 | 5.57 ألف        | 7.82 ألف       |
| مؤشر التنمية البشرية                                      | 0.675           | 0.605          |
| رمز المكالمات الدولي                                      | +998            | +975           |
| رمز الإنترنت                                              | .uz             | .bt            |
| المنطقة الزمنية                                           | ت ع م+05:00     | ت ع م+06:00    |

## منظمات دولية مشتركة
يشترك البلدان في عضوية مجموعة من المنظمات الدولية، منها:
| علم المنظمة | اسم المنظمة                        | تاريخ انضمام أوزبكستان | تاريخ انضمام بوتان |
| ----------- | ---------------------------------- | ---------------------- | ------------------ |
|             | وكالة ضمان الاستثمار متعدد الأطراف | 4 نوفمبر 1993          | 21 أكتوبر 2014     |
|             | منظمة الشرطة الجنائية الدولية      | ?                      | ?                  |
|             | منظمة حظر الأسلحة الكيميائية       | ?                      | ?                  |
|             | الأمم المتحدة                      | 2 مارس 1992            | 21 سبتمبر 1971     |
|             | مؤسسة التمويل الدولية              | 30 سبتمبر 1993         | 1 ديسمبر 2003      |
|             | يونسكو                             | 26 أكتوبر 1993         | 13 أبريل 1982      |
|             | مؤسسة التنمية الدولية              | 24 سبتمبر 1992         | 28 سبتمبر 1981     |
|             | بنك التنمية الآسيوي                | 1995                   | 1982               |
|             | البنك الدولي للإنشاء والتعمير      | 21 سبتمبر 1992         | 28 سبتمبر 1981     |
|             | الاتحاد البريدي العالمي            | ?                      | ?                  |
|             | الاتحاد الدولي للاتصالات           | 10 يوليو 1992          | 15 سبتمبر 1988     |

## وصلات خارجية
- موقع وزارة الخارجية الأوزبكستانية
- موقع وزارة الخارجية البوتانية